# I. József magyar király
I. József (németül: Joseph I.; Bécs, Ausztria, Habsburg Birodalom, 1678. július 26. – Bécs, Ausztria, Habsburg Birodalom, 1711. április 17.), Habsburg-házból való osztrák uralkodó főherceg, aki 1705-től a Német-római Birodalom császára, valamint magyar és cseh király 1711-es haláláig. I. Lipót császár harmadik feleségével, Eleonóra Magdolna császárnéval való házasságából származott. 1687-ben, kilencévesen koronázták magyar királlyá, majd 1690-ben, tizenegy évesen római királlyá választották. Apja halálát követően lépett a trónra, folytatva annak dinasztikus és katonai politikáját.
Uralkodásának meghatározó eseményei a spanyol örökösödési háború és a Magyarországon zajló Rákóczi-szabadságharc voltak. A francia XIV. Lajos hatalmi törekvéseivel szemben öccse, a későbbi VI. Károly számára igyekezett biztosítani a spanyol trónt, miközben Savoyai Jenő hadisikereinek köszönhetően a Habsburg Monarchia megerősítette pozícióit Észak-Itáliában. Ezzel párhuzamosan a magyar felkelés éveken át lekötötte erőit, és bár számos katonai sikert aratott, egyik háborús konfliktust sem sikerült lezárnia rövid regnálása alatt.
Mottója, latinul: Amore et Timore („Szeretettel és félelemmel”) tükrözte uralkodói törekvéseit. Mivel csak két leánya, a későbbi lengyel királyné, Mária Jozefa, valamint a bajor választófejedelemné, Mária Amália érte meg a felnőttkort, így 1711-ben bekövetkezett korai halála után öccse, Károly követte a trónon. Apjához és nagyapjához hasonlóan zeneszerető volt, ő maga is komponált, és több fennmaradt műve ma is ismert a zenetörténetben.

## Ifjúkora

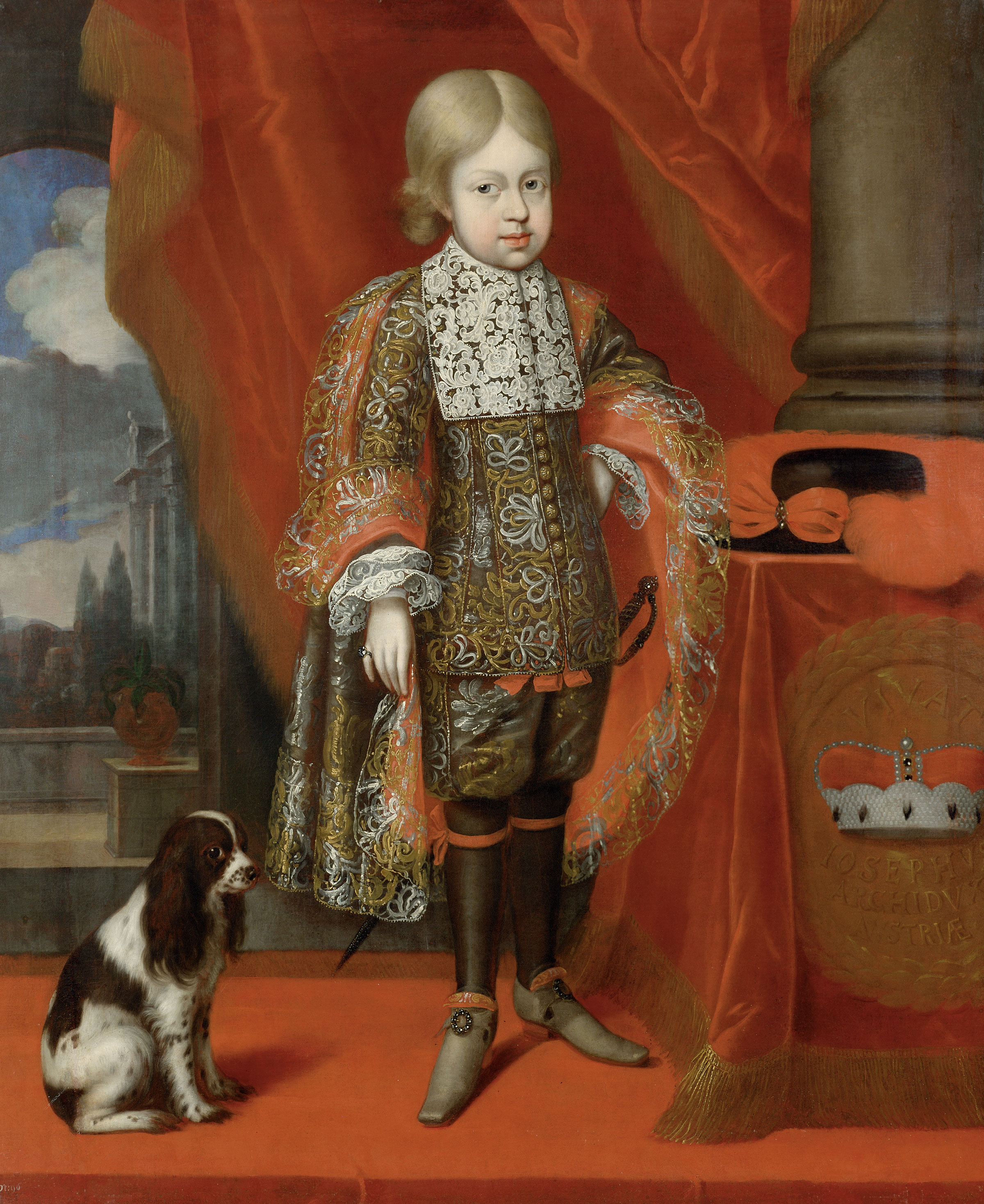
Hatéves korában, Benjamin von Block festménye

A tehetségét korán eláruló gyermeket Karl Theodor Otto zu Salm herceg és Franz Ferdinand von Rummel világi pap nevelték fel, a jezsuiták befolyásától mentesen. Még apja életében, 1687. december 9-én, a kilencéves Józsefet Széchényi György esztergomi érsek magyar királlyá koronázta. 1690-ben lett római király.
1699-ben feleségül vette a jezsuiták befolyása alatt álló Braunschweigi Vilma Amália hercegnőt, akitől két leánygyermeke született, Mária Jozefa és Mária Amália főhercegnők. A Pragmatica sanctio az ő trónöröklési jogaikat is biztosította.
József nem volt híve a Lipót császár tanácsosai által képviselt politikának. A spanyol örökösödési háború kitörése után nagy lelkesedéssel csatlakozott a háborúpárti, franciaellenes irányzathoz, amelynek egyik fő képviselője Savoyai Jenő herceg volt. 1702-ben már maga is hadvezérként vett részt Landau ostromában. József 1705. május 5-én, 27 évesen lépett a trónra apjának, I. Lipót császárnak és királynak elhunytával.

## Nagy tervei

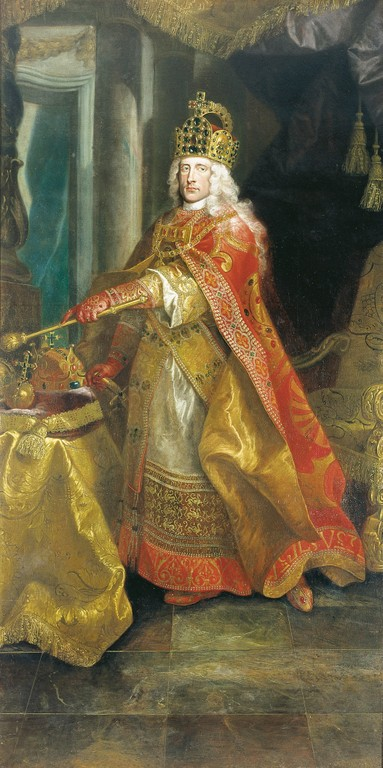
József király német-római császári koronázási díszruhában

Már uralkodását megelőzően ambiciózus és újításokra törekvő tanácsadók vették körbe Józsefet. Környezetét „reformpártnak” vagy „ifjú udvarnak” (Junger Hof) is hívták. Az „ifjú udvar” még I. Lipót életében, 1703–1704-ben kormányzati pozíciókat szerzett Bécsben. József már ekkortájt helyettesítette apját a bécsi minisztertanácsban (Ministerrat). Komoly sikerként könyvelték el, hogy Mansfeld gróf helyett Savoyai Jenő került az Udvari Haditanács élére.
Józsefet környezete „előretekintő uralkodónak” is nevezte. A nagyszámú titkos tanácsos és udvaronc helyett tehetséges tanácsadókra támaszkodott, kísérletet tett mind a katonai, mind a polgári közigazgatás hatékonyabbá tételére. Tervbe vette a bécsi kormányzat korszerűsítését, továbbá sikeresen stabilizálta a Habsburg Birodalom deficites államháztartását.
József arra is törekedett, hogy megerősítse pozícióját a Német-római Birodalomban, tovább növelve a dunai Habsburg monarchia nemzetközi súlyát. Csekély eredménnyel zárult az a törekvése, hogy a német birodalmi gyűlés szervezetén javítson, és rendet hozzon a birodalmi törvényszék zűrzavaros tevékenységébe. Ugyanakkor sikerrel megoldotta azt, ami apját évtizedeken át foglalkoztatta: gyakorlatilag felszámolta a francia nagyhatalom német-római birodalmi befolyását. 1706-ban megfosztotta méltóságuktól a hűtlenségbe esett és a Birodalom francia ellenségével szövetkezett bajor és kölni választófejedelmeket. Mind II. Miksa Emánuel bajor választót, mind öccsét, József Kelemen hercegérseket törvényen kívülinek nyilváníttatta. 1704 és 1715 között Bajorország egészét Habsburg csapatok tartották megszállva. (A választófejedelemség megszerzése tovább növelte volna a Habsburg-ház Német-római Birodalmon belüli súlyát, de az elfoglalt területet József utóda, III. (VI.) Károly kiürítette.)
Amikor József arra törekedett, hogy császári felségjogait Itáliában érvényesítse és a Habsburg-ház számára további észak-itáliai területeket szerezzen (pl. a Mantovai Hercegség esetében), szembe került a római Szentszékkel. A franciabarát XI. Kelemen pápával kitört viszályban (1706–1709) következetesen érvényesíteni tudta a császári jogait.
József új erővel folytatta az I. Lipót által elkezdett spanyol örökösödési háborút is. A nagy befolyással rendelkező Savoyai Jenő herceg és John Churchill, Marlborough hercege fényes győzelmet arattak a franciákon Itáliában és Németalföldön. 1706-ban Észak-Itália, 1707-ben a Nápolyi Királyság került császári kézre, a pápa kénytelen volt József öccsét, Károly főherceget Nápoly királyának elismerni. Dél-Németalföldet (a mai Belgiumot) szintén birtokba vették a Habsburgok.
A háború zavartalan folytatását kockáztatta, hogy a diadalmasan előtörő svéd király, XII. Károly, Lengyelországból Szászországba vonulva hitsorsosainak, a sziléziai protestánsoknak védelmére sietett. Marlboroughnak sikerült XII. Károllyal megegyeznie az altranstädti szerződésben (1706), ezt követően a svéd király visszavonult. XIV. Lajost az oudenardei (1708) és a malplaquet-i (1709) vereségek annyira megtörték, hogy a hajlandónak mutatkozott a béketárgyalásokra. A győztesek megalázó feltételeit azonban nem fogadhatta el, a háború tovább folyt.

## Magyarországi politikája

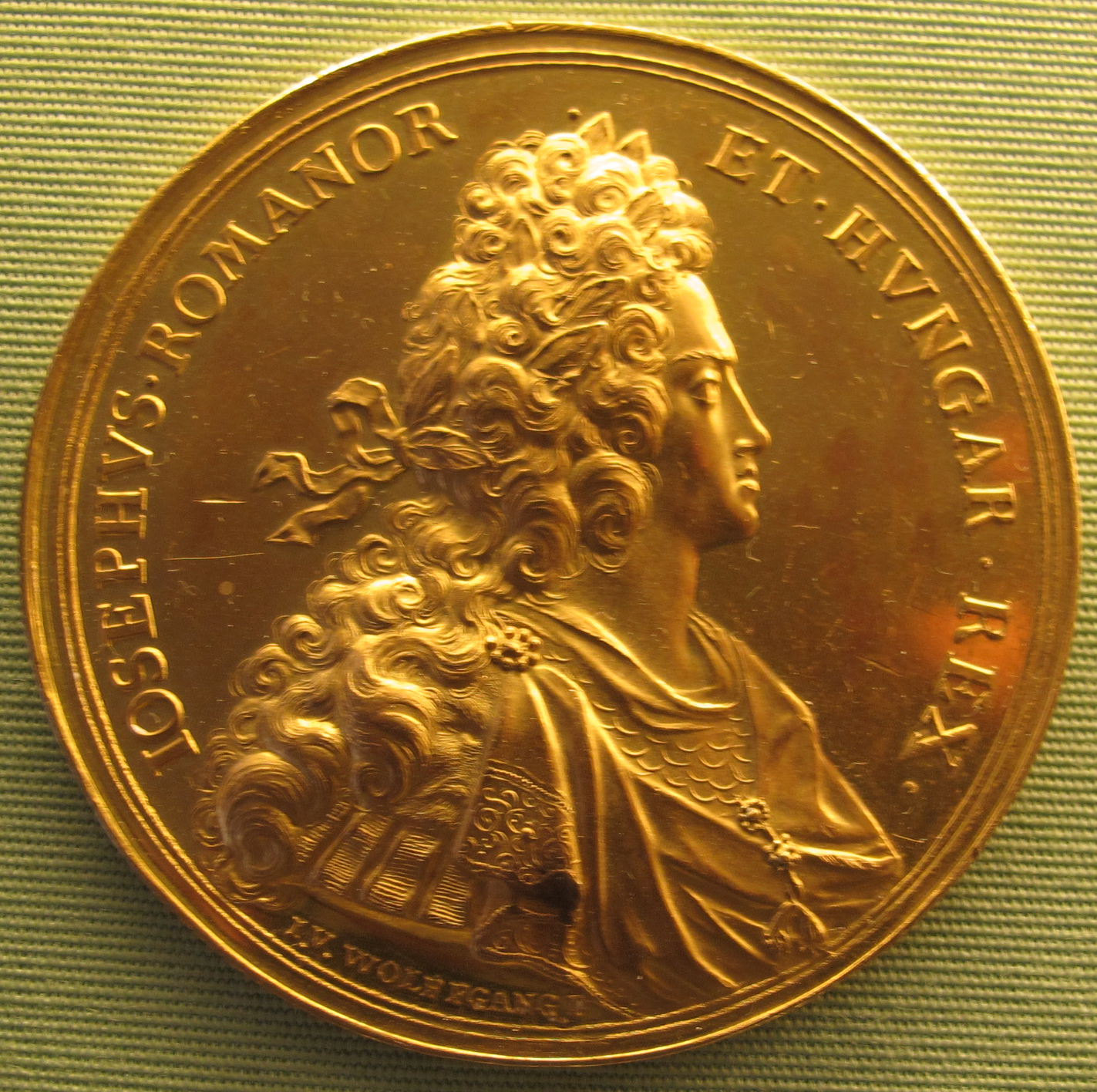
Arany pénzérme, József római és magyar király arcképével

József trónra lépésekor őszintén kívánta a békét a kurucokkal, ennek ellenére egész magyarországi uralmára rányomta bélyegét a II. Rákóczi Ferenc által vezetett rendi felkelés. József tudatában volt annak, hogy a kurucok évente legalább húszezer császári katonát kötnek le Magyarországon (olykor ennél többet is), akikre nagyobb szükség lett volna az itáliai és rajnai harctereken. A Magyar Királyság területének legnagyobb részéről a Habsburg monarchia nem tudta beszedni az adót és nem tudott újoncozni sem. József ezért kezdettől fogva általános amnesztiával akarta a magyarokat megbékíteni.
Rákóczit 1705-ben megválasztották magyar és erdélyi fejedelemnek. A szécsényi országgyűlés határozata Rákóczit és a kuruc szenátust bízta meg, hogy béketárgyalásokat folytasson Béccsel.
Rákóczi 1705. november 11-én Zsibó mellett vereséget szenvedett, ezért ki kellett vonulnia Erdélyből. Az udvarhű erdélyi rendek az 1705–1706 fordulóján tartott segesvári országgyűlésen megfosztották Rákóczit erdélyi fejedelmi címétől. Ezalatt (1705. október 27-én) Nagyszombatban megindultak a béketárgyalások a rendi konföderáció és József között. A franciaellenes koalíció résztvevői, a protestáns Anglia és Hollandia követei támogatták a kiegyezés ügyét. A béke azonban nem jöhetett létre, ugyanis a kuruc követek ragaszkodtak az Aranybulla 1687-ben eltörölt ellenállási jogának visszaállításához. Ebbe az udvar (ha csak nem akart politikai öngyilkosságot elkövetni) nem mehetett bele. A másik vitás kérdés Erdély helyzete volt. A Habsburgok szemében ez volt a kulcs magyarországi uralmukhoz, amelyet a Diploma Leopoldinum és az Alvincziana resolutio biztosított számukra. Rákóczi viszont nem volt hajlandó lemondani az erdélyi fejedelem címéről.
XIV. Lajos ösztönzésére a magyar rendek az ónodi országgyűlésen (1707. június 17-én) a Habsburg-házat és Józsefet trónvesztettnek nyilvánították, és kijelentették, hogy a királyi szék üres marad mindaddig, míg a jövő országgyűlésen nem választanak új királyt. Ezt követően a felkelőket elhagyta a hadiszerencse.
1710 szeptemberében József császár leváltotta a magyarországi császári haderő parancsnokát, a fosztogatásaival és kemény fellépésével az udvarhű magyarok számára is kényelmetlenné váló Sigbert Heistert, helyére gróf Pálffy János horvát bánt állította. Őt azzal bízta meg, hogy mozdítsa elő a békekötést. Ekkor már a magyar rendek is hajlottak erre. Rákóczi távozásakor Károlyi Sándorra ruházta hadainak főparancsnokságát és Károlyi 1711. március 14-én – Rákóczi tudta nélkül – felesküdött József császárra. A néhány nappal később Husztra összehívott gyűlésen Rákóczi ismét deklarálta, hogy csak a szabadságharc vívmányainak elismerése után hajlandó tárgyalni. Károlyi erre a fejedelem beleegyezése nélkül Szatmárra rendi gyűlést hívott össze, és elfogadtatta Pálffy békeajánlatát.

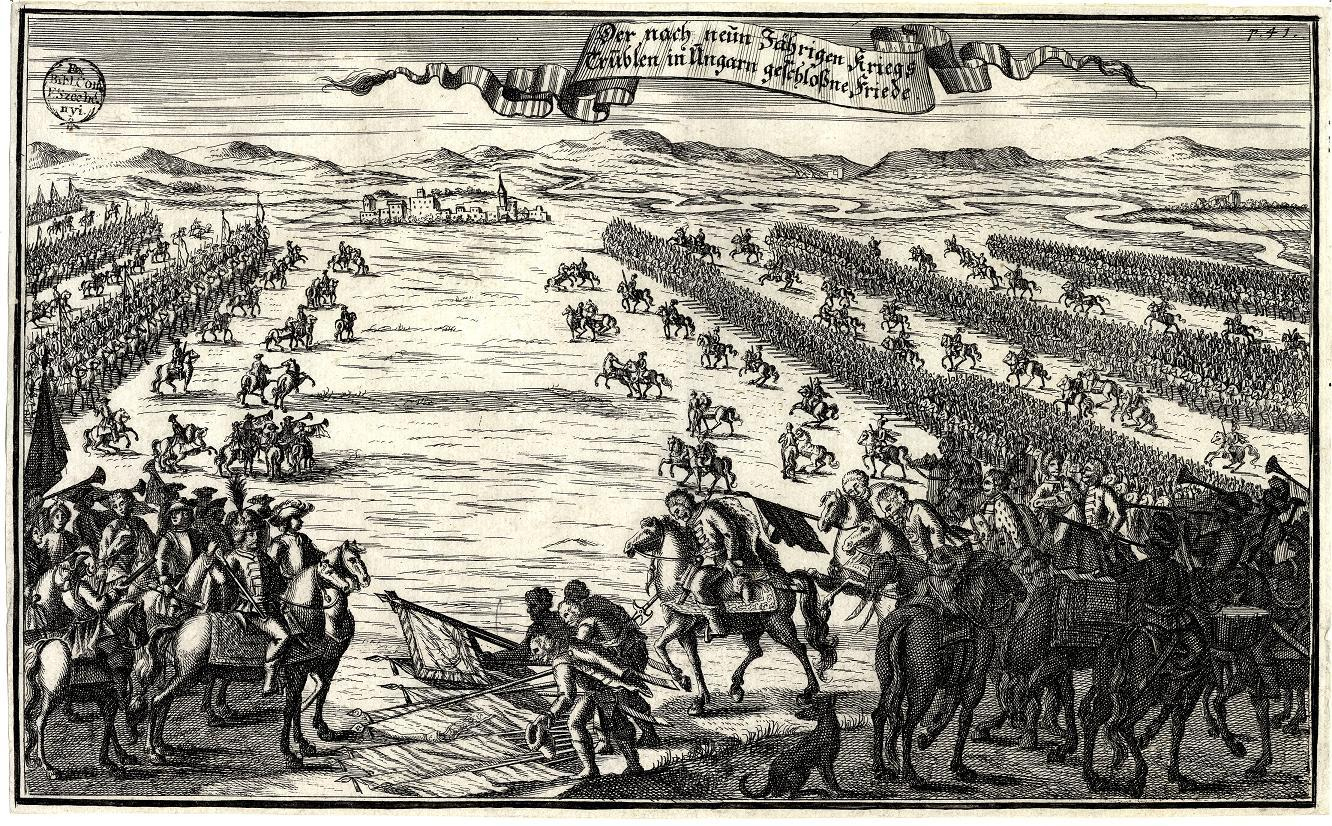
A majtényi kuruc fegyverletétel

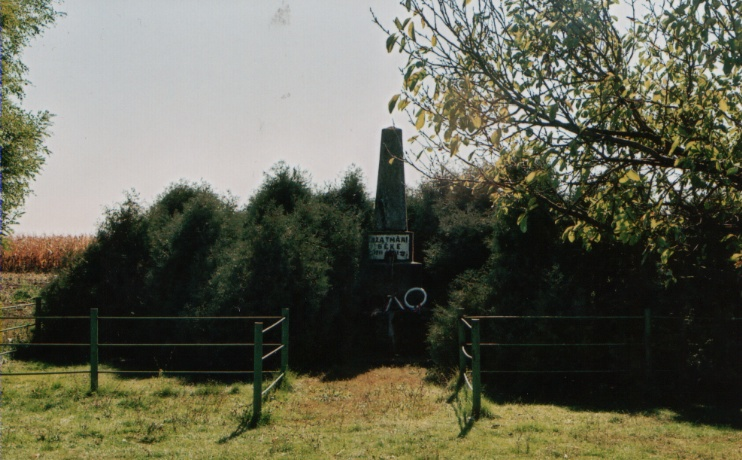
A szatmári béke emlékműve a Majtényi-síkságon

Április 30-án Szatmár mellett, a majtényi mezőn a még fegyverben álló 12 000 felkelő is átadta zászlait a császáriaknak, s letéve a hűségesküt, ki-ki szabadon otthonába térhetett. Másnap, 1711. május 1-jén Nagykárolyban hitelesítették a békeokmány előzőleg (április 29-én) véglegesített szövegét is. A még ellenálló várak közül Kővár, Huszt és Ungvár őrsége május közepén, Munkács védői pedig június második felében szintén kapituláltak, és elfogadták a szatmári békét.
A béke ígéretet tett az alkotmány visszaállítására, a vallásszabadság biztosítására és az országgyűlés mihamarabbi összehívására, amnesztiát adott a szabadságharcban résztvevőknek, egyúttal intézkedett a magyar nemességet sértő intézmények és méltóságok eltörléséről. Az ellenállás és a szabad királyválasztás jogát nem állították vissza, külön magyar hadsereget sem hoztak létre. A jobbágyi sérelmeket sem rendezték, mindazonáltal elmondható, hogy a szatmári béke hatására a rendi dualizmus érvényben maradt. A szatmári béke a Habsburg-ellenes felkelők számára jóval több nyereséggel járt, mint amennyi a katonai-politikai helyzetükből következett volna.
József a békekötést már nem érhette meg, 1711. április 17-én Bécsben, fekete himlőben elhunyt.

## Fejlemények elhunyta után
József halála után öccse, Károly főherceg lett Ausztria uralkodó főhercege, magyar és cseh király, majd német-római császár. Károly ebben az időben Katalóniában harcolt a spanyol trónért, Bourbon vetélytársa, V. Fülöp spanyol király hadai ellen. József halálával a diplomáciai helyzet gyökeresen megváltozott: a Nagy Szövetség államai, akik addig Károlyt támogatták Fülöp ellenében, most nagyobb kockázatnak ítélték a spanyol királyság és a dunai Habsburg Birodalom egyazon uralkodó alá kerülését, mint egy francia Bourbon spanyolországi uralkodását. 1711 végén a szövetségesek a korábbinál kedvezőbb békefeltételeket kínáltak XIV. Lajosnak. Az 1712 végén kezdődő béketárgyalásokon Károly tiltakozása ellenére V. Fülöpöt ismerték el Spanyolország királyának, 1714-ben maga Károly is kénytelen volt lemondani spanyol trónigényéről és csatlakozni az 1713-ban megkötött utrechti békeszerződéshez.